# Žabljek
Žabljek – wieś w Słowenii, w gminie Slovenska Bistrica. W 2018 roku liczyła 160 mieszkańców.